# Tim Johnson (Künstler)
Tim Johnson (* 1947 in Sydney) ist ein australischer Maler und Installationskünstler.

## Leben und Werk
Tim Johnson reiste durch zahlreiche Länder und beschäftigte sich intensiv mit dem Buddhismus. Er betätigte sich als Dichter und Songwriter, Mandala-Maler, Bildhauer von großen Stahlskulpturen, als Fotograf und Performancekünstler. In den 1970er und 1980er Jahren porträtierte Johnson malerisch die Größen der Rockmusik und des Punk. Später lebte Tim Johnson in Papunya bei den Aborigines, wo ihn Künstler wie Clifford Possum Tjapaltjarri in die Punktmalerei und in die indigene Mythologie einführten.
Tim Johnson malt vorwiegend mit Acryl auf Leinwand. Tibetanische Schriftzeichen, japanische Mangas, die Punktmalerei der Aborigines, Buddhistische, Chinesische und mittelalterliche christliche Motive sind auf seinen Malereien zu sehen und gelegentlich auch eine fliegende Untertasse.
Johnson arbeitet regelmäßig mit anderen Künstlern zusammen an seinen Malereien, so wie es bei den Aborigines üblich ist. Er ließ bei seinen Werken unter anderen den Amerikaner Daniel Bogunovic, die koreanische Künstlerin Yiwon Park und den tibetischen Künstler Karma Phuntsok mitwirken.
Tim Johnson stellt sowohl in Australien als auch international in Museen und auf Biennalen aus. 1992 war er Teilnehmer der documenta IX in Kassel.